# Poly(3,4-éthylènedioxythiophène)
Le PEDOT — poly(3,4-éthylènedioxythiophène), parfois abrégé avec l'acronyme PEDT — est un polymère conducteur de type p (accepteur d'électrons) constitués de monomères 3,4-éthylènedioxythiophène ou EDOT.
C'est un composé organique à la fois conducteur et transparent, plutôt stable (il peut donc être exposé à la lumière sans se dégrader trop vite), avec une largeur de bande interdite modérée (qui permet de capter une plus large gamme de longueurs d'onde), et un faible potentiel redox, ce qui permet de l'intégrer dans des structures composites sans déclencher de phénomènes de « corrosion » des autres matériaux organiques.
Son principal inconvénient est sa faible solubilité dans l'eau, partiellement contournée par l'utilisation du composite PEDOT:PSS (très utilisé comme agent antistatique) ou encore du dérivé PEDOT-tétraméthylacrylate (PEDOT-TMA).
Matériau apparenté, le P3HT est un autre polythiophène de type p étudié intensivement pour réaliser des diodes électroluminescentes organiques et des cellules photovoltaïques en polymères.